# Mashable
Mashable é um weblog estadunidense de notícias relacionadas a internet e mídias sociais, fundado por Pete Cashmore. O site foca principalmente em mídias sociais, além de conteúdos relacionados ao entretenimento, vídeos, negócios, tecnologia, memes e cobertura de eventos.
Com 50 milhões de pageviews mensais e um alto Rank no Alexa, Mashable é classificado um dos maiores Sites do mundo. A revista Time classificou mashable como um dos 25 melhores blogs em 2009.

## Conferência Mashable Connect
Mashable Connect une executivos e profissionais relacionados a mídia digital, tecnologia e mídia social. Mashable Connect é uma ótima oportunidade para empresários aprenderem e se comunicar com outros líderes digitais de vários setores.
O próximo evento será realizado no Walt Disney World, nos dias 3, 4 e 5 de maio de 2012.

## Prêmios Mashable
O Primeiro Mashable Awards (ou prêmios Mashable) foi lançado no dia 27 de novembro de 2007. O Mashable Awards foi lançado para divulgação dos melhores serviços da internet. A votação foi realizada pelo Mashable e 24 blogs parceiros. No dia 10 de janeiro de 2008, Mashable anunciou os vencedores do  Mashable Awards. Entre os vencedores estavam Digg, Facebook, Google, Twitter, Youtube e ESPN.
O segundo Mashable Awards, ocorreu entre novembro e dezembro de 2008. Entre os vencedores Escolhidos pelos internautas, Encyclopedia Dramatica venceu na categoria "Wiki", Digg na categoria "Notícias e 'Bookmark' social", Netlog na categoria "Mainstream e Grandes Redes sociais", e MySpace na categoria "Locais e eventos".
Os vencedores do quinto Mashable Awards em 2011, contavam com Facebook como Melhor rede social, iPhone 4S como melhor smartphone, Imo Instant Messnger como Aplicativo mobile mais Útil e WWE '12 como melhor jogo do ano.

## Relacionados
- Google
- Facebook
- Mídias sociais
- TechCrunch